# Mittelmeer-Feuerdorn

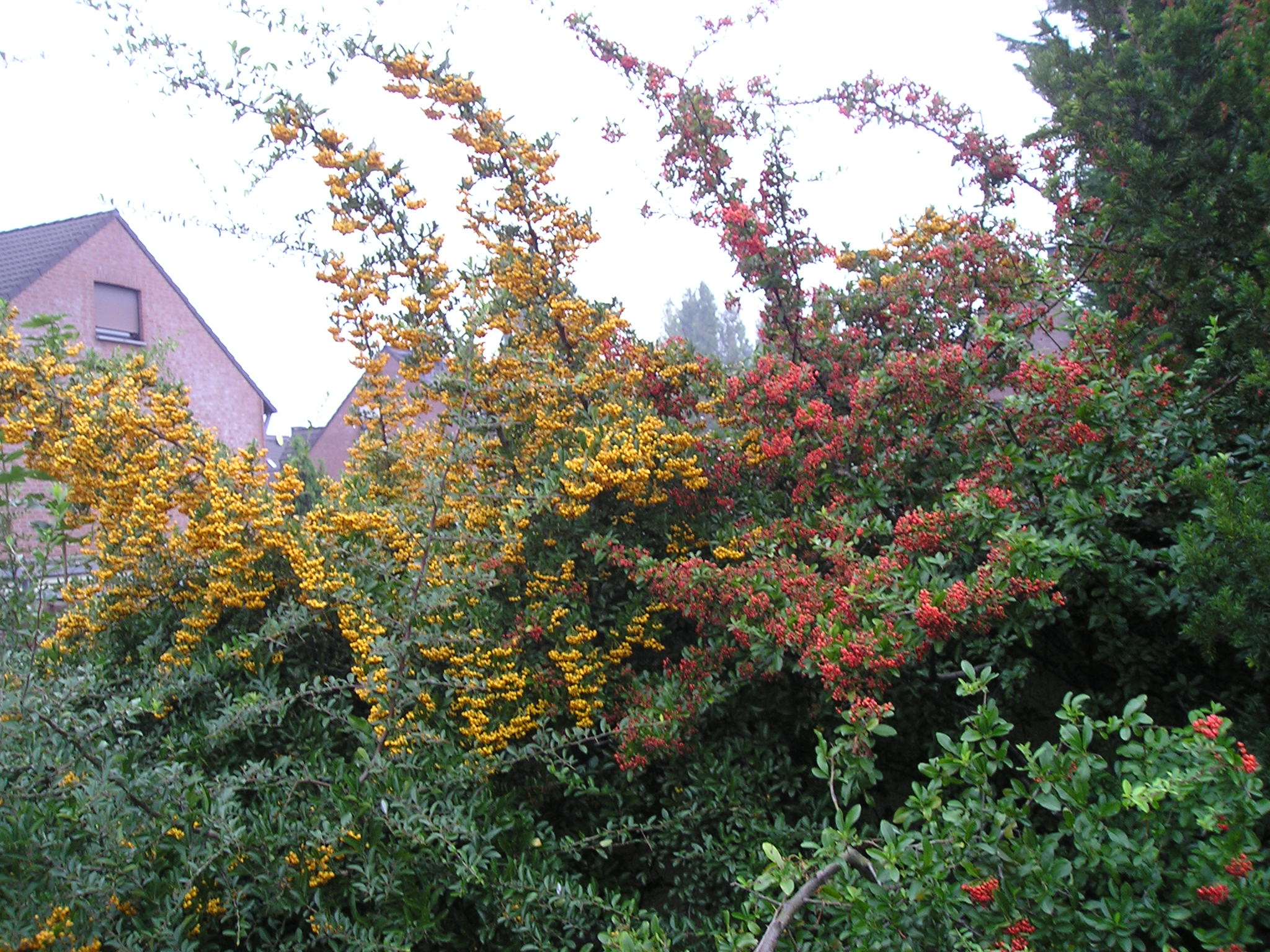
Mittelmeer-Feuerdorn

Der Mittelmeer-Feuerdorn (Pyracantha coccinea) wird auch Europäischer Feuerdorn genannt und ist beheimatet in Südeuropa, Kleinasien und im Kaukasus. Im 17. Jahrhundert wurde er nach Mitteleuropa eingeführt, war aber auch schon einmal im Tertiär in diesem Gebiet vertreten.

## Beschreibung
Der Mittelmeer-Feuerdorn ist ein recht schnellwüchsiger, immergrüner und reich verzweigter Strauch mit sparrig abstehenden, ausladenden Ästen und kräftigen Sprossdornen (verholzter Kurztrieb). Die spitzen Dornen werden bis zu 2 Zentimeter lang, an ihnen entwickeln sich öfters Blätter oder Blüten. Er wird 2 bis 3 (bis 6) m hoch, seine jungen Triebe sind grau behaart.
Die wechselständigen, einfachen und lederigen Laubblätter sind elliptisch bis verkehrt-eiförmig, 2 bis 4 cm lang, mehr oder weniger spitz, manchmal stachelspitzig oder stumpf, mit keilförmiger Basis. Die Blätter sind kerbig gesägt, kahl oder anfangs leicht behaart. Der kurze Blattstiel ist 2 bis 5 mm lang und behaart. Die Nebenblätter sind meist abfallend.

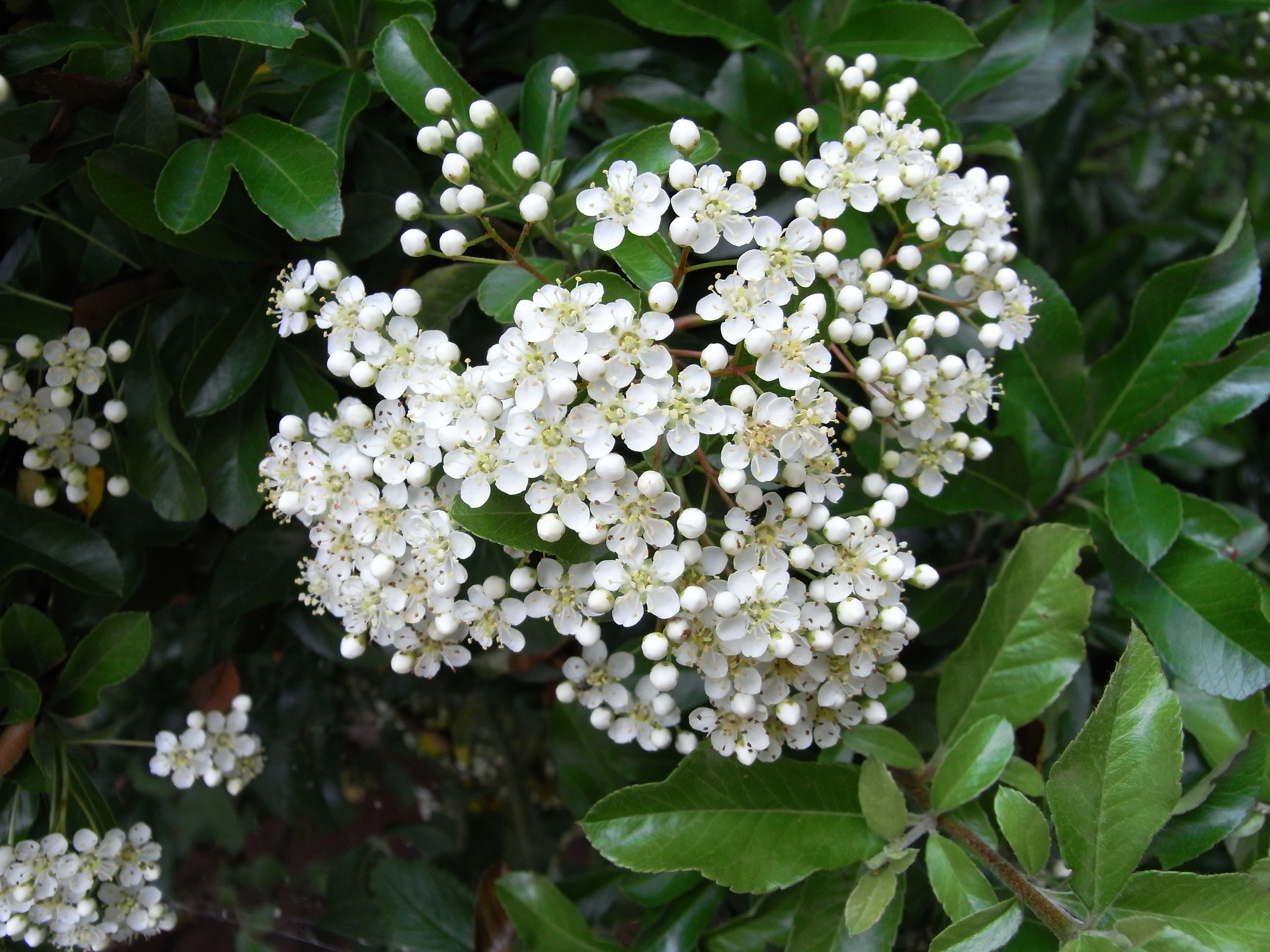
Blütenstand

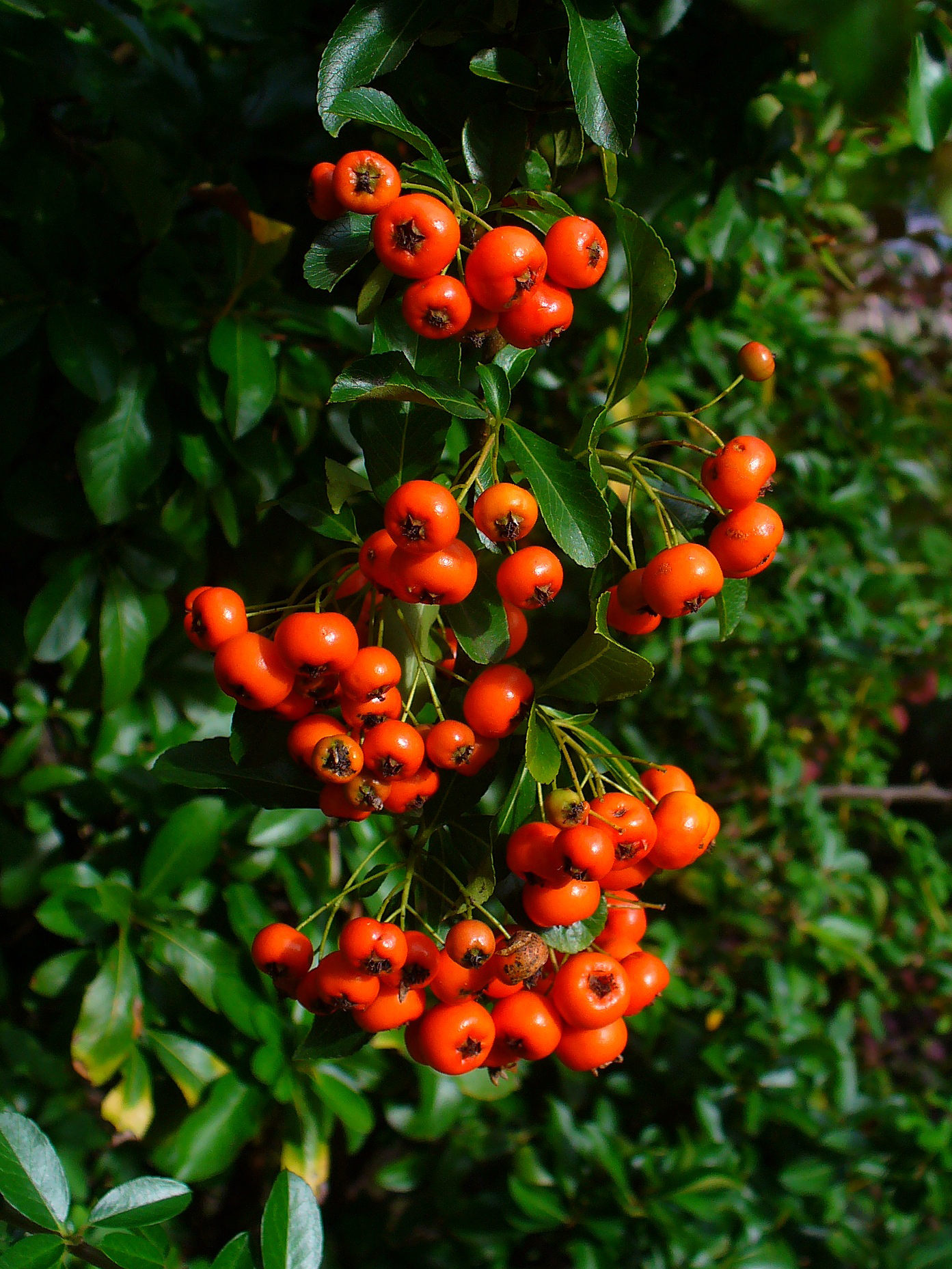
Fruchtstand

Der endständige, schirmrispige und dichte Blütenstand ist feinbehaart. Die kleinen, zwittrigen, etwas unangenehm riechenden, kurz gestielten, fünfzähligen Blüten mit doppelter Blütenhülle sind weiß. Die kleinen, breit-dreieckigen Kelchblätter sind fein behaart bis kahl. Die ausladenden, rundlichen, bis 4 mm langen Kronblätter sind kurz genagelt. Es sind etwa 20 kurze Staubblätter ausgebildet. Die freien, einkammerigen Stempel mit kurzen Griffeln sind halbunterständig. Es ist ein Diskus im außen fein behaarten bis kahlen, kurzen Blütenbecher vorhanden.
Die kahle, rundliche und mehrsamige Apfelfrucht mit den Kelchzipfeln an der Spitze ist meist 5 bis 7 mm groß, leuchtend rot bis orange oder gelb und bleibt lange am Strauch haften.
Die Chromosomenzahl beträgt 2n = 34.

## Standorte
Der Mittelmeer-Feuerdorn wird als Zierstrauch angepflanzt. Er verwildert nur selten und unbeständig (z. B. an Straßenböschungen). Er ist sehr anspruchslos, eher für trockene und schwere Böden geeignet, winterhart und industriefest und bevorzugt Lichtlagen.

## Ökologie
Die weißen Blüten sind „Nektar führende Scheibenblumen“, sie stehen in aufrechten, dichten Schirmrispen des sehr reich blühenden und fruchtenden Strauchs. Die Blütezeit reicht von Mai bis Juni.
Die Früchte sind durch Carotinoide lebhaft gefärbt.
Es liegt Verdauungsverbreitung vor. Die Früchte werden z. B. im Spätwinter gern von Amseln gefressen, die Samen von Grünfinken. Die Fruchtreife tritt etwa im September ein, die Früchte bleiben dann lange stehen (Wintersteher).
Vegetative Vermehrung erfolgt durch Wurzelsprosse.

## Inhaltsstoffe, Giftigkeit
Die Samen sind durch Blausäure abspaltende Glykoside schwach giftig. Das Fruchtfleisch und die anderen Pflanzenteile sind frei von cyanogenen Glykosiden.
In den Blättern finden sich u. a. Rutin und Chlorogensäure.

## Verwendung
Der Mittelmeer-Feuerdorn ist ein dekorativer Zierstrauch der Gärten und Anlagen. Wegen der Schnittfestigkeit ist er für Heckenpflanzungen und als Wandspalier sehr geeignet. Er eignet sich auch zur Fassadenbegrünung, da er sich wie eine spreizklimmende Kletterpflanze an Kletterhilfen führen lässt. Es sind verschiedene Varietäten erhältlich.

## Trivialnamen
Für den Mittelmeer-Feuerdorn bestehen bzw. bestanden auch die weiteren deutschsprachigen Trivialnamen Feuerdorn, Feuerstrauch, Feuriger Busch (Schweiz) und Fürbusch (Schweiz).